# Velling Skov
Velling Skov og den vest for den liggende Snabegård Skov er to skove på sydsiden af Salten Ådalen. De er tilsammen omkring 500 hektar, ca. 6 km lang og op til 1 km bred. De skilles af Lystrup Å der kommer fra sydøst, fra Bryrup Langsø. I Velling Skov findes landets største bevoksning af 250-300-årige bøgetræer, i en naturskov som får lov at ligge uberørt hen.
Længst mod vest i Velling Skov er to markante udsigtspunkter, ovenfor Lystrup Å, Velling Kalv (119 moh.) og Velling Gavl (130 moh.) med udsigt over Salten Ådalen . Midt i skoven ligger den gamle højmose, og tidligere tørvemose, Langkær, hvor der bl.a. findes sjældne planter som kødædende soldug. Øst herfor ligger Velling Igelsø, og videre mod øst, på den anden side af Nørre Snede-Silkeborglandevejen ligger Hundsø, der bruges som badesø om sommeren. Længere mod øst er skovområdet sammenhængende med Løndal Skov. I den sydlige del af skoven ligger turiststedet Velling Koller som blev oprettet i 1903 med restaurant og udsigtstårn. Senere blev det Eventyrhave og nu er der hotel og campingplads .
Vellingskovene er en del af Natura 2000-område nr. 53 Sepstrup Sande, Vrads Sande, Velling Skov og Palsgård Skov. Skoven vest for Vellingvej er udlagt som urørt skov, og i 2018 blev det meste af skoven øst for Vellingvej anden biodiversitetsskov for at pleje lyskrævende arter, så der ikke dannes skov på deres biotoper.